# Haruki Arai
Haruki Arai (新井 晴樹?, Arai Haruki; Fukaya, 12 aprile 1998) è un calciatore giapponese, centrocampista del Sagan Tosu.

## Carriera
Ha iniziato a giocare a calcio a livello scolastico, per poi essere ingaggiato dal Tiamo Hirakata, club militante nella Japan Football League, la quarta divisione del campionato giapponese, nel febbraio del 2021. Nel mese di luglio è passato in prestito al Cerezo Osaka, con cui ha esordito in J1 League il 9 agosto in una partita pareggiata 0-0 contro il Vegalta Sendai. Poco impiegato, nell'estate del 2022 è stato ceduto in prestito al Sebenico, club della prima divisione croata, per l'intera stagione 2022-2023.

## Statistiche

### Presenze e reti nei club
Statistiche aggiornate al 26 aprile 2023.
| Stagione            | Squadra             | Campionato          | Campionato | Campionato | Coppe nazionali | Coppe nazionali | Coppe nazionali | Coppe continentali | Coppe continentali | Coppe continentali | Altre coppe | Altre coppe | Altre coppe | Totale | Totale |
| Stagione            | Squadra             | Comp                | Pres       | Reti       | Comp            | Pres            | Reti            | Comp               | Pres               | Reti               | Comp        | Pres        | Reti        | Pres   | Reti   |
| ------------------- | ------------------- | ------------------- | ---------- | ---------- | --------------- | --------------- | --------------- | ------------------ | ------------------ | ------------------ | ----------- | ----------- | ----------- | ------ | ------ |
| feb.-lug. 2021      | Tiamo Hirakata      | JFL                 | 12         | 1          |                 | -               | -               |                    | -                  | -                  |             | -           | -           | 12     | 1      |
| lug.-dic. 2021      | Cerezo Osaka        | J1                  | 1          | 0          | CG+CdL          | 1+2             | 0               | ACL                | 0                  | 0                  |             | -           | -           | 4      | 0      |
| gen.-giu. 2022      | Cerezo Osaka        | J1                  | 2          | 0          | CG+CdL          | 0+4             | 0               |                    | -                  | -                  |             | -           | -           | 6      | 0      |
| Totale Cerezo Osaka | Totale Cerezo Osaka | Totale Cerezo Osaka | 3          | 0          |                 | 7               | 0               |                    | 0                  | 0                  |             | -           | -           | 10     | 0      |
| 2022-2023           | Sebenico            | HNL                 | 30         | 2          | CC              | 4               | 1               |                    | -                  | -                  |             | -           | -           | 34     | 3      |
| Totale carriera     | Totale carriera     | Totale carriera     | 45         | 3          |                 | 11              | 1               |                    | 0                  | 0                  |             | -           | -           | 56     | 4      |